# Curbură secțională
În geometria diferențială, curbura secțională măsoară curbura dintr-o varietate riemanniană și conține informații referitoare la tensorul Riemann.

## Relația cu tensorul Riemann
Curbura secțională poate sa fie extrasă din tensorul Riemann astfel, având {\displaystyle u} și {\displaystyle v} doi vectori care generează planul {\displaystyle \sigma }, cu formula:
{\displaystyle K(\sigma )={\langle R(u,v)v,u\rangle  \over \langle u,u\rangle \cdot \langle v,v\rangle -\langle u,v\rangle ^{2}}}
unde {\displaystyle R} este tensorul Riemann, și produsul scalar este dat de tensorul metric.